# Michael Jordan
Michael Jeffrey Jordan (Nova York, Estats Units, 17 de febrer de 1963), motejat Air, His Royal Airness (La seva majestat aèria) o Air Jordan, és un exjugador de basquetbol estatunidenc retirat per primera vegada el 1993, després el 1999 i finalment el 2003. Actualment és copropietari i president dels Charlotte Hornets, una franquícia de l'NBA. És considerat per la majoria dels especialistes el millor jugador de bàsquet de la història, per això va ser nominat a la Llista dels 50 millors jugadors de la història de l'NBA elaborada l'any 1996.
Va guanyar sis anells de campió de l'NBA amb els Chicago Bulls, on va aconseguir una mitjana de 30,1 punts per partit, la mitjana més gran de la història de la lliga. Va guanyar deu vegades el títol de màxim encistellador de la temporada regular, va ser escollit cinc vegades com l'MVP (millor jugador) de la temporada regular, sis vegades com l'MVP de les finals, va formar part del millor quintet de l'NBA en deu ocasions, va ser escollit una vegada el millor defensor de la temporada i va formar part del millor quintet defensiu en nou vegades.
Des de 1983, ha sortit a la portada de la prestigiosa revista esportiva Sports Illustrated en 49 ocasions, tot un rècord, a més de ser anomenat el 1991, "Esportista de l'Any". Va ser reconegut com el "millor atleta del segle xx" per ESPN.

## Inicis
Michael Jordan, fill de James i Deloris Jordan, va néixer a Brooklyn, Nova York. La seva família es va traslladar a Wilmington, Carolina del Nord, quan ell era jove i amb els seus quatre germans, Jordan va anar a la Ogden Elementary School, i més tard a la Trask Junior High School. Posteriorment va assistir a l'Institut Emsley A. Laney, on, a causa de les seves impressionants condicions atlètiques, va jugar a basquetbol, beisbol i futbol americà. Tot i així, va ser expulsat de l'equip de bàsquet en el seu segon any a causa del fet que per la seva alçada (1,80 metres) estava poc desenvolupat. A l'estiu següent, Jordan va créixer 10 centímetres i es va entrenar amb molta intensitat. En el seu any sènior a Laney High, va tenir una mitjana d'un triple-doble: 29,2 punts, 11,6 rebots i 10,1 assistències, i va ser seleccionat en el McDonald's All-American Team.

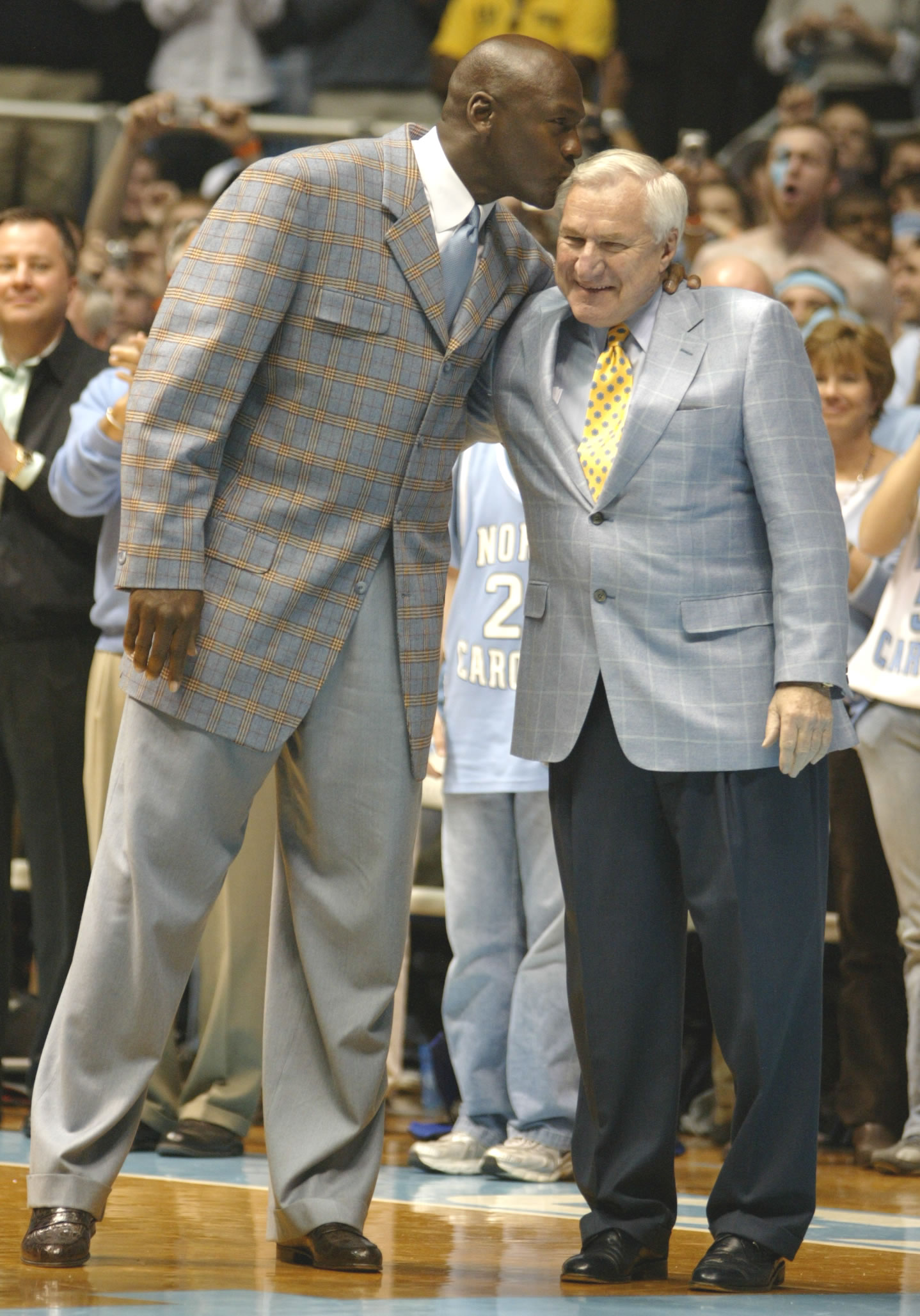
Michael Jordan i Dean Smith en el partit en honor dels equips de bàsquet masculí de la Universitat de Carolina del Nord de 1957 i 1982.

### Universitat
Jordan a l'any 1983 va rebre una beca per jugar a bàsquet a la Universitat de Carolina del Nord, on s'especialitzà en geografia. En el seu primer any el va entrenar el mític Dean Smith, i va ser escollit com el millor jugador de primer any de la temporada (ACC Freshman of the Year), amb una mitjana de 13,4 punts per partit i un 53,4% en tirs de camp. En aquell moment, Jordan era pràcticament un jugador fonamental a la pista i, tot i així, els Tar Heels no estaven liderats per ell, sinó per James Worthy, futur integrant del Saló de la Fama. A la final de la NCAA de 1982 davant la Universitat de Georgetown, Jordan va donar la victòria als Tar Heels amb una cistella de dos punts, llençant en suspensió, a escassos segons del final; van aconseguir el campionat i el primer gran èxit personal en la seva impecable carrera professional. A l'equip rival, hi havia el pivot Patrick Ewing, futur jugador dels New York Knicks.
Després de guanyar el premi al millor jugador universitari de l'any (Naismith College Player of the Year) i el Premi John R. Wooden, el 1984, abandonà la universitat per presentar-se al draft d'aquell mateix any. Els Houston Rockets i, sobretot, els Portland Trail Blazers, que van triar Hakeem Olajuwon i Sam Bowie respectivament, deixaren passar l'oportunitat d'incorporar a les seves files un dels millors esportistes de la història. Finalment el van seleccionar els Chicago Bulls. El 1986 Jordan va tornar a la universitat per acabar els estudis i graduar-se.

## Carrera professional

### Primers anys
Jordan va triomfar i fou el centre d'atenció ja en el seu primer any, en la temporada 1984-85, en la qual va tenir de mitjana 28,2 punts per partit amb un percentatge en tirs de camp del 51,5. Ràpidament es va convertir en un dels jugadors preferits del públic gràcies al seu joc molt espectacular i ofensiu. Jordan disputà l'All-Star Game en el quintet titular en el seu primer any a l'NBA gràcies als vots del públic. Aquella temporada també s'emportaria el premi al millor 'Rookie' de l'any, batent a més com a 'rookie' el rècord de més punts en un partit de la història de la franquícia, amb 49; el partit va ser contra els Detroit Pistons d'Isiah Thomas. Els Bulls van acabar la temporada amb un balanç de 38-44, quedant eliminats a la primera ronda dels playoffs davant Milwaukee Bucks en quatre partits.
En la seva segona temporada, Jordan no va poder jugar a causa d'una lesió al peu. Tot i la baixa de Jordan, els Bulls van acabar la temporada amb un balanç un 30-52, i van ser eliminats pels Boston Celtics en la primera ronda dels playoffs per 3-0. Jordan es va recuperar a temps per jugar els playoffs i ho va fer realment bé, tot i que no va poder evitar l'eliminació del seu equip davant la màquina imparable que eren els Celtics de Larry Bird. Malgrat tot, el segon partit va entrar a la història de l'NBA a causa de la impressionant actuació de Jordan, que es va convertir en el jugador que més punts ha anotat en un partit de playoffs, amb 63 punts. Després del partit, que es va decidir a la pròrroga, les paraules de Larry Bird no podien resumir millor la increïble actuació de Jordan: "he vist a Déu disfressat de jugador de bàsquet".
En la següent temporada, ja recuperat totalment de la seva lesió, amb 37,1 per partit, va aconseguir una de les mitjanes anotadores més altes de la història de l'NBA sent l'únic jugador, a part de Wilt Chamberlain, en anotar més de 3.000 punts en una sola temporada. Tot i els seus grans números, Magic Johnson li va prendre l'MVP de forma clara, contundent i rotunda per 733 punts davant els 449 de Jordan. Els Bulls van guanyar 40 partits i van entrar als playoffs per tercer any consecutiu. Tot i així, van ser eliminats un altre cop pels Celtics.

### Frenat pels Bad Boys
Jordan va tenir una altra excel·lent temporada el 1987-88 anotant de mitjana 35 punts amb un 53,5% en tir, i aconseguint finalment el seu primer títol de MVP de la temporada. A més a més, també va rebre el premi al Millor Defensor, una raresa per un jugador de perímetre, amb una mitjana d'1,6 taps i 3,16 robatoris de pilota. Els Bulls van acabar la temporada amb un balanç de 50-32 i Jordan superà per primera vegada la primera ronda dels playoffs en eliminar els Cleveland Cavaliers en cinc partits. Tot i així, serien eliminats en les semifinals de la Conferència Est davant els experimentats Detroit Pistons liderats per Isiah Thomas i el seu grup dels Bad Boys.
En la temporada 1988-89, Jordan va tenir una mitjana de 32,5 punts per partit (53,8% en tirs de camp) i els Bulls van arribar a les 47 victòries. Als playoffs van arribar fins a la final de la conferència, derrotant els Cavaliers i els Knicks. A la sèrie davant els Cavaliers, cal destacar la mítica cistella sobre la botzina de Jordan davant Craig Ehlo, que ha sigut anomenada "El Tir" (The Shot); amb aquest llançament es va decidir l'eliminatòria. Tot i així, una altra vegada els Pistons es creuarien al camí dels Bulls, aquesta vegada arribant la sèrie als sis partits. Els Pistons van utilitzar les Jordan Rules, una estratègia defensiva que consistia en dobles i, fins i tot, triples defenses davant l'escorta cada vegada que tocava la pilota. Aquesta tàctica inventada per Chuck Daly seria reutilitzada pels Knicks als 90.
Els Bulls de la temporada 1989-90 eren un equip en alça i en creixement. Liderats per Jordan i per nous i joves jugadors com Scottie Pippen i Horace Grant, i sota la direcció de l'entrenador Phil Jackson, es van convertir en un equip molt perillós i cohesionat. Jordan tindria una mitjana de 33,6 punts per partit (52,6%) liderant als Bulls per assolir un balanç de 55-27 al final de la temporada. Van eliminar els Philadelphia 76ers, arribarien una altra temporada a les finals de la seva conferència i, per tercera vegada consecutiva, els Pistons els apartarien de la glòria. Detroit va guanyar el seu segon anell seguit i els dubtes sobre si els Bulls podrien batre'ls alguna vegada estaven presents en l'opinió pública. Chicago començà la temporada 1990-91 preguntant-se si arribaria a formar finalment un equip capaç de guanyar un campionat.

### Primerthree-peat
Ja a la temporada 1990-91, Jordan estava més motivat que mai després de l'eliminació davant els Pistons. Aquest any va guanyar el seu segon MVP amb una mitjana de 31,5 punts, 6 rebots i 5,5 assistències per partit al final de la temporada. Els Bulls van finalitzar en primer lloc per primera vegada en 16 anys i van aconseguir el rècord de la franquícia guanyant 61 partits. Amb Scottie Pippen jugant com si fos un All-Star, els Bulls estaven a un altre nivell. En les primeres rondes de playoffs eliminaren als New York Knicks i els Philadelphia 76ers, arribant a la final de la conferència un altre cop amb els Pistons. Tot i així, Chicago ja jugava com un equip i Jordan estava rodejat de grans jugadors. Jordan va fer millors als seus companys i, fins i tot, les Jordan Rules van ser inútils. Els Bulls, de manera sorprenent, van superar als Pistons. Al final del quart i últim partit, Thomas va fer anar als seus companys cap al túnel de vestidors quan encara no havia sonat la botzina del final del partit, renunciant així a les encaixades de mans que s'acostumen a fer a l'acabament.
A les finals de l'NBA es trobarien amb els Los Angeles Lakers de Magic Johnson. Els van derrotar en cinc partits i van acabar els playoffs amb un excel·lent 15-2. Cal destacar una jugada que encara segueix viva en la memòria dels aficionats a l'NBA; Jordan va realitzar una rectificació a l'aire tot passant-se la pilota d'una mà a l'altra, per anotar una mítica cistella davant una zona plena de jugadors dels Lakers. Michael Jordan guanyà el seu primer MVP de les Finals i va plorar tot agafant el trofeu de campió.

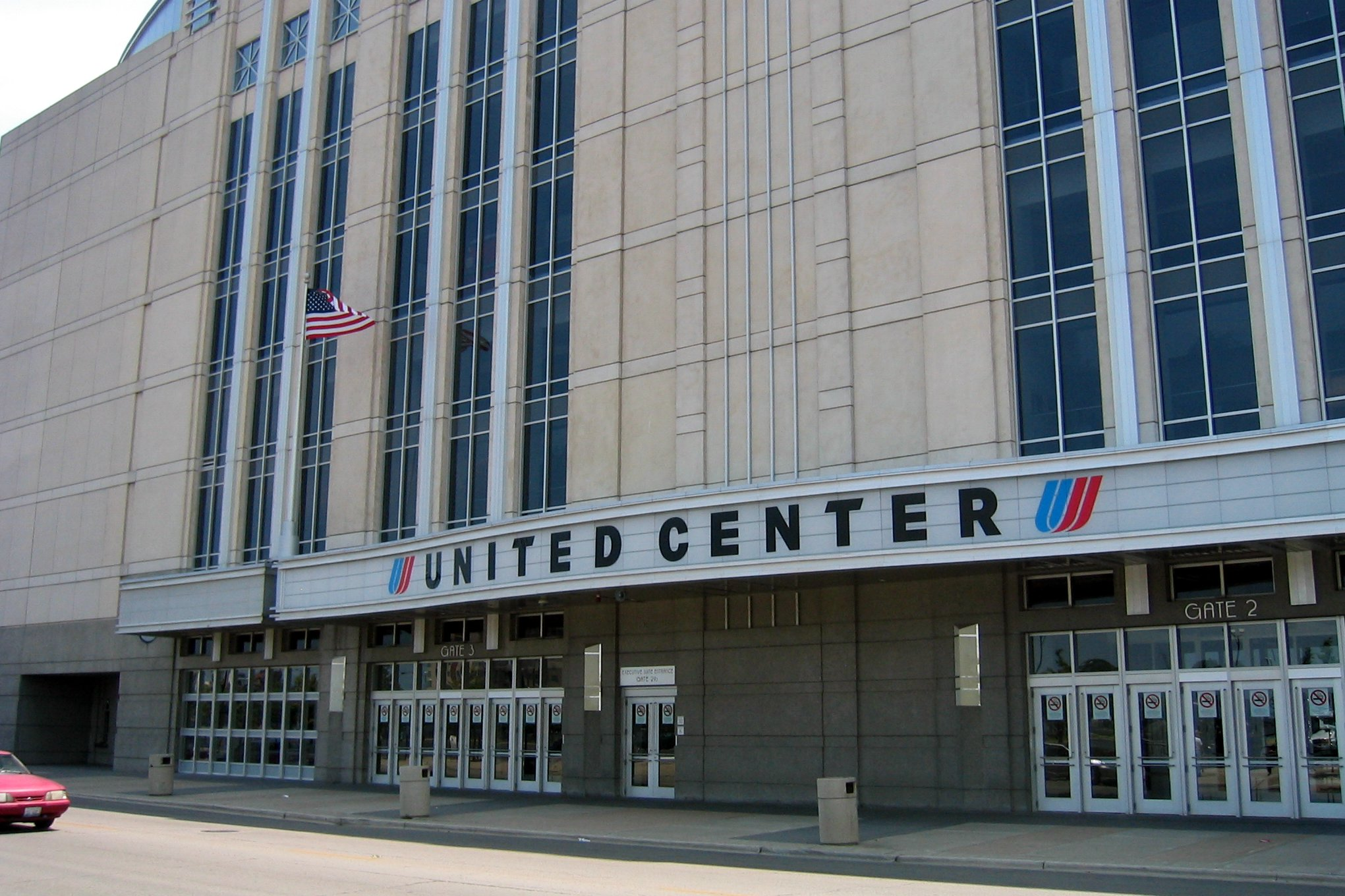
United Center, la pista de Jordan durant molts anys.

Jordan i els Bulls continuaren el seu domini durant la temporada 1991-92, establint un altre rècord de la franquícia en guanyar 67 partits i perdre'n només 15. Jordan va guanyar el seu tercer MVP, i segon consecutiu, amb mitjanes de 30'1, 6'4 i 6'1. Després de guanyar als Knicks en set durs partits a la segona ronda dels playoffs i als Cavs en sis a la sèrie final de la conferència; els Bulls van arribar per segon cop consecutiu a la final de l'NBA. Aquesta vegada el rival eren els Portland Trail Blazers, liderats per Clyde Drexler. Els mitjans de comunicació, esperaven recrear amb Jordan i Drexler una rivalitat com la de Magic i Bird; així, constantment comparaven tots dos jugadors en les actuacions prèvies a la final. En el primer partit, Jordan va acabar la primera meitat amb 35 punts i acabà el partit amb 39. En la primera part, anotà sis triples, i especialment memorable l'últim de tots, en què tot empetitint-se d'espatlles va mirar a la banqueta com si digués: "no puc aguantar-me a mi mateix". Un moment especial va ser també el del sisè partit en què els Bulls perdien per 15 punts a l'inici del darrer període; tot semblava indicar que la sèrie es decidiria en un setè i definitiu partit; però els Bulls van remuntar i guanyarien l'anell en aquell sisè partit amb un grandiós Jordan que va fer mitjanes de 35'8 punts, 4'8 rebots i 6'5 assistències, essent el MVP de les finals per segona vegada. Drexler acabà amb uns números de 24'8 punts, 7'5 rebots i 5'3 assistències per partit.
En la temporada 1992-93, tot i els seus números: 32'6, 6'7 i 5'5, no va poder emportar-se el seu tercer MVP consecutiu, que va anar a parar a les mans del seu amic Charles Barkley. Això va fer motivar més a Michael, que es toparia amb Barkley i els seus Phoenix Suns a les finals de l'NBA. Amb dificultat, els Bulls aconseguirien el seu primer "three-peat" (tres anells consecutius) en sis partits molt durs; en el darrer partit guanyarien gràcies a un tir de John Paxson després d'una passada d'Horace Grant que donava la victòria a Chicago i un tap en l'últim segon de Grant a Kevin Johnson. Jordan va tenir una mitjana de 41 punts a les finals, guanyant el MVP, un fet històric, ja que ningú en la història de l'NBA havia guanyat fins aquell moment aquest premi en tres ocasions consecutives; uns anys més tard Shaquille O'Neal faria el mateix, del 2000 al 2002, amb Los Angeles Lakers.

### Primera retirada
El 6 d'octubre de 1993, Michael Jordan anuncià que es retirava del bàsquet, argumentant que ja no s'ho passava bé jugant. A més, la mort del seu pare el juliol del mateix any influí molt en la seva decisió. James Jordan va ser assassinat el 23 de juliol en una àrea de descans d'una carretera a Lumberton, Carolina del Nord, per Daniel Green i Larry Martin Demery, que posteriorment serien condemnats a cadena perpètua. Després de l'assassinat, els delinqüents robaren a més el Lexus que Michael havia regalat al seu pare, valorat en 40.000 dòlars. El 1996, Jordan crearia un club Boys & Girls a Chicago dedicat al seu pare, anomenat "James Jordan Boys & Girls Club".
Tot i així, gent propera a Mike va revelar que el jugador ja havia pensat a retirar-se el 1992, després dels Jocs Olímpics de Barcelona, on guanyà la medalla d'or amb el famós Dream Team. En qualsevol cas, l'anunci de la retirada de Jordan va aparèixer a les primeres pàgines dels diaris de tot el món. Segons Michael, la mort del seu pare va impulsar de manera definitiva la decisió d'abandonar el bàsquet.
Després de la seva retirada del bàsquet, Jordan va sorprendre el món de l'esport firmant un contracte amb els Chicago White Sox, un equip de beisbol d'una lliga major, l'American League. Jordan va manifestar que aquesta decisió es feia impulsada per un somni del seu pare, que sempre havia imaginat el seu fill com un jugador de beisbol a l'American League. Jordan començà a entrenar a l'estiu, i el 31 de març de 1994 va entrar a l'equip. Els White Sox eren un equip també de Jerry Reinsdorf, el propietari dels Bulls, que en els seus anys dedicats al beisbol continuà respectant l'anterior contracte de bàsquet de Jordan. La carrera de Jordan als Birmingham Barons, un equip afiliat als White Sox, no va ser gens espectacular, i aviat va decidir penjar el bat per tornar a l'NBA.

### El retorn a l'NBA
En la temporada 1993-94, els Bulls sense Jordan van aconseguir un sorprenent balanç de 55-27, essent eliminats en segona ronda dels playoffs pels New York Knicks. Tanmateix, en la temporada 1994-95, la versió dels Bulls no era ja ni una ombra del que havia estat durant els dos anys liderats per Michael Jordan, ja que a mitjan temporada estaven lluitant per un lloc als playoffs, aconseguint finalment una ratxa prodigiosa que els salvà de l'abisme. Aquesta recuperació arribà amb el retorn de Jordan a l'NBA, i per tant, a Chicago. El 18 de març de 1995, anuncià el seu retorn a l'NBA amb un butlletí de premsa de només dues paraules: I'm back ("He tornat"). L'endemà, Michael jugà el partit amb el dorsal 45, el número que duia a l'equip dels Barons, ja que el seu clàssic 23 havia estat retirat en el seu honor.
El seu debut a la temporada es va produir a Indianapolis davant els Indiana Pacers, anotant 19 punts però sense poder evitar la derrota. Tot i que feia un temps que no jugava, va fer 55 punts davant els Knicks al Madison uns dies després del seu retorn a les pistes, el 29 de març de 1995. Va conduir als Bulls a un balanç de 9-1 a l'abril d'aquell any, classificant-los pels playoffs. Chicago avançà fins a les semifinals de conferència davant els Orlando Magic, sèrie en la qual Jordan va anotar 31'5 punts per partit, però va perdre les dues últimes pilotes del partit definitiu, cosa que ningú estava acostumat: Jordan no va estar a la seva altura. Els Bulls van caure eliminats en sis partits. Després del primer partit de l'eliminatòria, Nick Anderson declarà que "no s'assemblava al Michael Jordan dels vells temps".

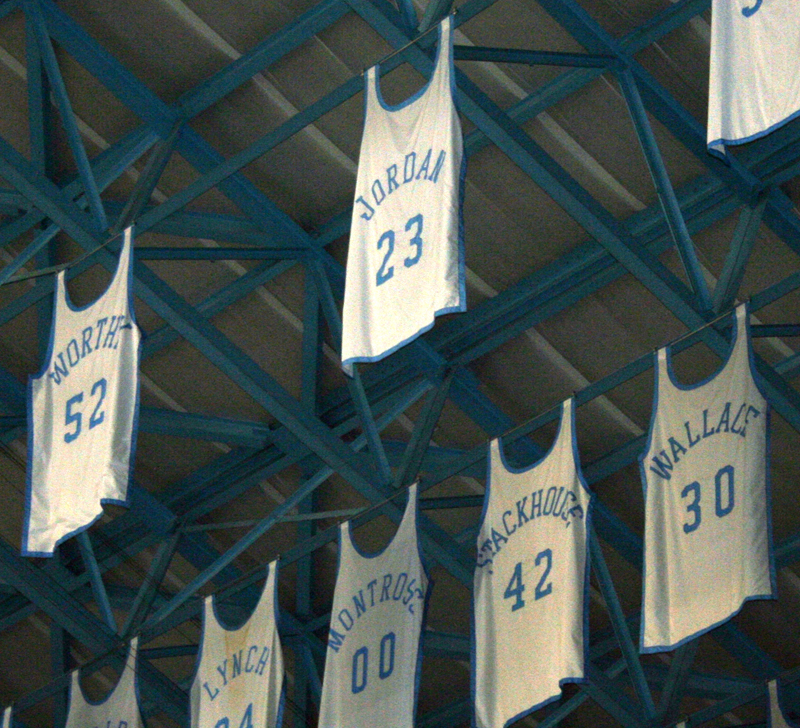
La samarreta de Jordan penjada al sostre de l'Smith Center Arena.

Per aquest motiu, un Jordan molt més motivat va tornar a utilitzar el seu dorsal número 23. Mentre aquesta acció podria haver estat una temptativa de recobrar el seu misteri i predomini, li va costar una multa a la franquícia, ja que no s'havia avisat a l'NBA del canvi de dorsal. Aquell estiu Jordan s'entrenà amb més intensitat que mai, i seria l'avantsala del que seria un dels millors anys per un equip de les lligues professionals americanes.

### El segon "three-peat"
Realment Jordan s'entrenà intensament per preparar la temporada 1995-96 i els Bulls, reforçats amb la incorporació de l'especialista en rebots Dennis Rodman, arrasaren en la sèrie regular; començaren la lliga aconseguint 12 triomfs consecutius, a la meitat de la temporada ja tenien un balanç de 41-3, i la van finalitzar amb aclaparador resultat de 72-10, el segon millor balanç de la història de l'NBA després del 73-9 dels Golden State Warriors a la temporada 2015-2016. Jordan liderà la lliga en l'apartat d'anotació, ja que havia assolit una mitjana de 30,4 punts per partit, i va guanyar el premi al MVP de la temporada i de l'All-Star Game. Als playoffs, els Bulls tan sols van perdre tres partits en quatre rondes, i a les Finals van derrotar els Seattle SuperSonics que tenien jugadors com Gary Payton i Shawn Kemp. Després d'una veritable "batalla", els Bulls van tornar a aconseguir el títol que feia ja tres anys que no guanyaven. Van mostrar un nivell sorprenent amb la inestimable ajuda de Dennis Rodman, i amb Scottie Pippen i Brian Williams molt inspirats; Jordan va ser distingit per quarta vegada com a MVP de les Finals, superant així a Magic Johnson.
En la temporada 1996-97, van estar a punt de completar una altra sèrie extraordinària amb més de 70 victòries, però van perdre els dos últims partits i van finalitzar amb un balanç de 69-13. Tot i així, en la lluita pel MVP Jordan va ser desbancat per Karl Malone. Chicago va arribar per cinquena vegada a les Finals de l'NBA en les quals s'enfrontaren a Utah Jazz que tenia com a estrelles el duet format per Karl Malone i John Stockton. La sèrie de partits destacà per dos dels moments més memorables de la carrera de Michael Jordan. El primer partit el va guanyar Chicago amb una cistella sobre la botzina de Jordan, que era defensat per Bryon Russell, i quan només quedaven 2 segons per acabar. En el cinquè partit, un Jordan amb febre anotà 38 punts i així es va trencar l'empat a 2 que existia a l'eliminatòria. Els Bulls van guanyar per 90-88 i després van aconseguir la victòria definitiva a Chicago, 4-2; el partit va finalitzar amb una memorable assistència de Jordan al seu company d'equip Steve Kerr, el jugador amb el millor percentatge en triples de la història; els Jazz, després, intentarien igualar el marcador amb una última jugada, però Scottie Pippen interceptà la pilota i va donar una assistència a Toni Kukoc que va rematar el partit amb una esmaixada. Jordan va rebre, per cinquena vegada, el premi com a MVP de les Finals.
En la temporada 1997-98, els Bulls van baixar una mica el pistó, i obtingueren un balanç de 62-20. Jordan aconseguí una mitjana de 28,7 punts i liderà la lliga en l'apartat d'anotacions, i guanyà el premi al MVP de la temporada i de l'All-Star; a més, va ser seleccionat per estar en els primers quintets de la temporada i en el quintet defensiu. Per tercera vegada consecutiva els Bulls van quedar campions de la Conferència Est i van arribar a les Finals de l'NBA, un altre cop davant els Utah Jazz, però aquesta vegada els Utah Jazz havien aconseguit un millor balanç al llarg de la temporada i, per això, s'esperava una sèrie final molt intensa. Jordan va mostrar un nivell excepcional; els Bulls, en el tercer partit, van apallissar als Utah Jazz, 96-54, i el partit ha quedat en la memòria històrica com la pitjor derrota esdevinguda a les finals. A la roda de premsa Jordan va dir: "Si el rival està malament, s'ha de seguir atacant-lo".
Després d'anar guanyant 3-2 en els primers cinc partits, els Bulls van tornar a Utah per disputar el sisè partit el 15 de juny de 1998. Quan faltaven 40 segons Chicago anava perdent per 86-83. Després d'un temps mort demanat per Jackson, Jordan anotà una safata en mig d'uns quants defensors dels Jazz, posant al seu equip un punt per sota al marcador, 86-85. La pilota tornava a ser per Utah i Malone estava situat al pal baix, ben defensat per Rodman. Després que Malone rebés la pilota, Jordan va anar-hi per darrere, li robà la pilota i recuperà la possessió. Frenà l'atac sobre la línia de tres, amb la defensa de Bryon Russell. Després d'uns instants en què botava de manera pausada, Jordan es llança cap a la cistella de Utah perseguit per Russell, però se'l tragué de sobre amb una finta que el va fer retrocedir uns metres, amb relliscada inclosa (crossover). Jordan, sense cap defensa, llançà i anotà la cistella que donaria la victòria i el títol a Chicago. Seria la seva darrera cistella amb la samarreta dels Bulls. El Delta Center va quedar completament en silenci; Jordan els havia fet callar amb una genialitat. Aquesta jugada, posteriorment, seria repetida moltes vegades, essent una de les cistelles més famoses de la història de l'NBA. Després d'un triple fallat a la desesperada per Stockton, Chicago s'assegurà el seu segon "three-peat" o, cosa que és el mateix, el seu sisè campionat en vuit anys.
Sempre quedarà el dubte de fins on hagués arribat aquest equip si Jordan no s'hagués retirat. Michael va ser un altre cop el MVP de les finals, amb una mitjana de més de 30 punts i arribant a anotar 45 punts en l'últim partit. Els sis títols de MVP de les Finals que havia aconseguit Jordan és un gran rècord a l'NBA, i va seguit pels tres títols de Magic Johnson, Shaquille O'Neal i Tim Duncan.
Aquesta "heroica" actuació semblava ser un punt final perfecte per acabar la seva carrera. Eren moments de canvis: Phil Jackson acabava contracte aquell any, es negociaven les possibles baixes de Pippen –que havia exposat el seu desig de ser traspassat ja durant la temporada–, i de Rodman –que firmaria pels Lakers com a agent lliure– i, finalment, es va produir una tancada de la patronal de l'NBA, un esdeveniment que es coneix com a lockout; aquesta successió de factors animà Jordan a anunciar la seva retirada el 13 de gener de 1999. L'NBA es quedava, un altre cop, "orfe". En la roda de premsa on informava de la seva segona retirada, va rendir tribut a un policia de Chicago que havia estat assassinat feia pocs dies.

### Washington Wizards
El 19 de gener de 2000, Jordan va tornar a l'NBA però no com a jugador, sinó com a President d'Operacions dels Washington Wizards. Les seves responsabilitats amb el club eren directives. Un mes abans, Jordan havia guanyat quatre Premis ESPY: "Atleta del segle", "Atleta masculí dels 90", "Millor jugador de bàsquet dels 90" i el de la "Jugada de la dècada", en referència a l'acció que va realitzar davant els Lakers en les Finals de 1991; va rectificar el moviment tot mantenint-se a l'aire, i va completar la jugada amb una safata final.
Les opinions en relació al Jordan executiu van ser molt variades. Aconseguí acabar el contracte que l'equip tenia amb jugadors amb salaris molt alts, com Juwan Howard i Rod Strickland, però la seva decisió de seleccionar amb el número 1 del Draft a Kwame Brown, jugador procedent de l'institut, va ser molt criticada i, a la llarga, una mala decisió.
Malgrat que el gener de 1999 va afirmar que hi havia un "99,9%" de probabilitats que no tornés a les pistes, l'estiu de 2001 començà a declarar que era possible la seva tornada com a jugador, aquesta vegada amb nou equip, els Wizards. Inspirat per la reaparició de l'estrella de la NHL i amic seu, Mario Lemieux, l'hivern anterior, Jordan passà la major part de la primavera i l'estiu del 2001 entrenant-se amb jugadors de l'NBA a Chicago. A més, firmà contracte amb el seu antic entrenador Doug Collins perquè entrenés als Wizards la següent temporada, una decisió en la qual molts hi van veure una futura tornada de Jordan. Les probabilitats del 0,1% mai s'havien plantejat d'una manera tan real, mentre que Jordan no prometia res.

#### Segon retorn a l'NBA
En una roda de premsa del 10 de setembre de 2001, Jordan insinuà la seva possible reaparició, però va negar els rumors que s'havien generat al voltant seu el mes d'agost. El 25 de setembre, anuncià el seu segon retorn a l'NBA, a més de comprometre's a donar el seu sou a les víctimes de l'atemptat de l'11 de setembre.
Tot i que físicament no era el mateix d'abans i tot i les contínues lesions al llarg de la temporada, les mitjanes de Jordan no van ser gens dolentes: 22'9 punts per partit, 5'2 rebots i 1'42 robatoris de pilota. Va liderar l'equip de joves dels Wizards i van quedar a un pas de disputar la postemporada tot i que comptaven amb un equip fluix. A més, els 41 partits disputats per Jordan al MCI Center van tenir un ple absolut, i un efecte similar en altres pavellons durant els dos anys que va portar la samarreta dels Wizards. També contribuí a aconseguir una formidable ratxa de nou partits consecutius guanyats, des del 6 de desembre al 26 del mateix mes, i durant un cert temps va sortir el seu nom com un dels possibles candidats al MVP. El 29 de desembre anotà 51 punts en la victòria davant els Charlotte Hornets a casa. A causa de les lesions, només va poder jugar 60 dels 82 partits de la temporada regular. Després de jugar el seu 14è All-Star Game, superà a Kareem Abdul-Jabbar a la taula d'anotadors de la història de l'All-Star. La temporada 2002-03 va ser anunciada des del principi com l'última i definitiva de Michael Jordan, aquesta vegada sí, i no va decebre. Va ser l'únic jugador dels Washington en disputar tots els partits de la temporada regular, essent titular en 67 d'ells. Va tenir una mitjana de 20'0 punts, 6'1 rebots, 3'8 assistències i 1'5 robatoris per partit. A l'edat de 40 anys, anotà 20 o més punts en 42 ocasions, 30 o més en nou, i 40 o més en tres.
El 21 de febrer de 2003, Jordan es convertí en el primer jugador de l'NBA en anotar 40 o més punts amb 40 anys, amb 43 punts, que els donà la victòria davant els Nets al MCI Center. Els números d'assistència del públic van baixar una mica aquell any; tot i així, aconseguien uns 20.173 espectadors de mitjana al MCI, i 19.311 fora de casa. L'únic "però" és l'absència de partits de playoffs en aquests dos anys.
Reconeixent que seria l'últim any de Jordan com a jugador de l'NBA, el reconeixement públic van ser una realitat a quasi tots els pavellons de la lliga. En el seu últim partit a Chicago, el públic del United Center li va oferir una ovació tan gran que el mateix Jordan va haver d'interrompre-la, donant un discurs improvisat, tot i que no va calmar a l'afició. Una mostra de respecte va ser la retirada per part dels Miami Heat del dorsal 23 l'11 d'abril del 2003 en honor d'ell, a pesar de no haver jugat mai amb la samarreta dels de Florida. En el seu partit final al MCI Center, va rebre un homenatge del Secretari de Defensa Donald Rumsfeld, que l'obsequià amb la bandera que onejà al Pentàgon l'11 de setembre de 2002, un any després dels tràgics atemptats. A l'All-Star Game de 2003, Vince Carter li va cedir la seva plaça en el quintet titular i la cerimònia del descans va ser dedicada a Jordan, completada amb una actuació musical de Mariah Carey, en honor seu.
El 16 d'abril de 2003, Filadèlfia va ser l'escenari del seu darrer partit com a jugador de l'NBA, en un partit davant els 76ers. Va jugar pocs minuts a causa del gran avantatge dels locals en el marcador però, tot i així, anotà 16 punts. En els minuts finals, Jordan sortí a jugar, després que el públic de Filadèlfia cantés "volem en Michael". Quan faltaven 1 minut i 44 segons per al final, Jordan anotà els seus dos últims tirs lliures i s'assegué a la banqueta després d'una increïble ovació de més de tres minuts de duració.
Jordan es retirà havent anotat 32.292 punts al llarg de la seva carrera, xifra només superada per Kareem Abdul-Jabbar i Karl Malone.

## Després de la retirada com a jugador

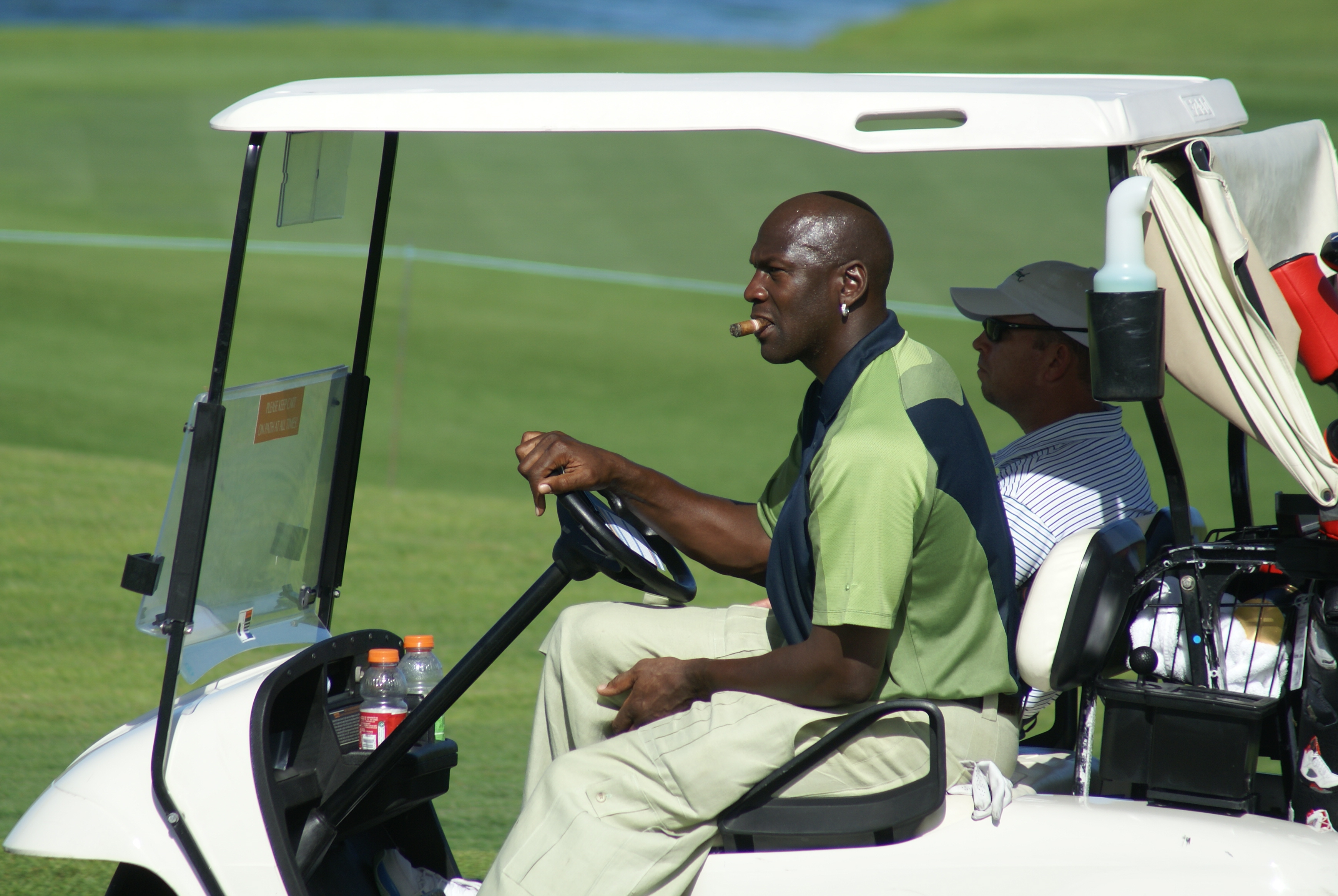
Jordan jugant a golf el 2007.

Després de retirar-se per tercera vegada, Jordan va assumir que seria capaç de tornar al seu lloc de President d'Operacions als Washington Wizards. Tot i així, algunes males decisions i la possible influència en el traspàs de Richard Hamilton per Jerry Stackhouse obligà Abe Pollin a acomiadar-lo; era el 7 de maig de 2003. Jordan afirmà que havia quedat "impressionat per la decisió" i per l'"insensible tracte, sense rebre cap justificació".
Després d'això, Jordan es va mantenir en forma, jugant al golf en tornejos de caritat, passant el temps amb la seva família a Chicago, promovent la seva línia de roba Jordan Brand i conduint motocicletes, una passió que no va poder dur a terme quan era jugador de l'NBA, ja que no li estava permès en els seus contractes. Des de la seva retirada, se l'ha pogut veure en molts circuits dels Grans Premis del Mundial de Motociclisme.
El 15 de juliol de 2006, es convertí en copropietari dels Charlotte Hornets i va ser nomenat Membre de Direcció d'Operacions de Bàsquet. Juntament amb Robert L. Johnson, són els principals propietaris de la franquícia.

## Jocs Olímpics
Jordan participà en dos Jocs Olímpics, aconseguint la medalla d'or en tots dos. El primer va ser en els de Los Angeles de 1984, quan encara era un universitari, on van derrotar Espanya a la final; i, posteriorment, el 1992 a Barcelona, formant part del Dream Team original, probablement el millor equip de bàsquet de la història. En aquest equip hi havia llegendes vives com Magic Johnson i Larry Bird, juntament amb estrelles com Scottie Pippen, Charles Barkley, Karl Malone, David Robinson, John Stockton, Patrick Ewing o Clyde Drexler. Es rumoreja que Jordan influí en la no selecció d'Isiah Thomas per al combinat, a causa de problemes entre tots dos a l'All-Star de 1985 i per la rivalitat entre Pistons i Bulls de finals dels 80 i principis dels 90. Jordan, Ewing i Chris Mullin són els únics jugadors que han aconseguit una medalla d'or com a amateurs (1984) i com a professionals (1992).

## Perfil de jugador
La posició natural de Jordan era la d'escorta, tot i que en moltes ocasions també jugava d'aler. Ha estat reconegut com un dels jugadors més decisius en els moments finals dels partits. Va decidir incomptables partits, alguns heroicament (com "El Tir" davant els Cavs el 1989) i d'altres de manera quasi sobrehumana, com a les finals de 1997, en el partit que va jugar amb febre i en el que va aconseguir 38 punts, tot guanyant als Jazz. La seva competitivitat era visible pel seu trash talk (llenguatge escombraries) durant els partits, tot i que també era conegut per la seva fanàtica ètica de treball.
Quan atacava era gairebé imparable. Guanyador de dos concursos d'esmaixades consecutius, era a més molt fiable en la línia de tirs lliures essent, amb 8.772 punts, el novè jugador a la història en anotar més tirs lliures. Una de les seves jugades més clàssiques era el fadeaway, un tir en suspensió enrere, fent servir les seves 40 polzades de salt vertical per desfer-se de les temptatives de taponar-lo per part dels seus defensors. Hubie Brown declarà que només aquest moviment ja el feia imparable. Amb les seves 5,3 assistències de mitjana en tota la seva carrera es demostra la companyonia i la bona voluntat de Michael Jordan sobre la pista. En els seus últims anys, a més, es convertí en una autèntica amenaça des de la línia de triples, amb uns 9/52 en el seu any de rookie (17,3%) per, posteriorment, un 111/260 (42,7%) en la temporada 1996-97. També era un gran rebotejador si es té en compte que era un jugador del perímetre, amb una mitjana de 6,2 rebots per partit al llarg de la seva carrera.
Tanmateix, Michael Jordan és, a més, un dels millors defensors de la història del basquetbol. Els seus 2.514 robatoris de pilota el col·loquen en la segona posició de tots els temps només per sota de John Stockton. A més, va batre el rècord de taps per part d'un escorta i juntament amb la seva capacitat de robar pilotes el feien un jugador temible en defensa.

## Vida personal

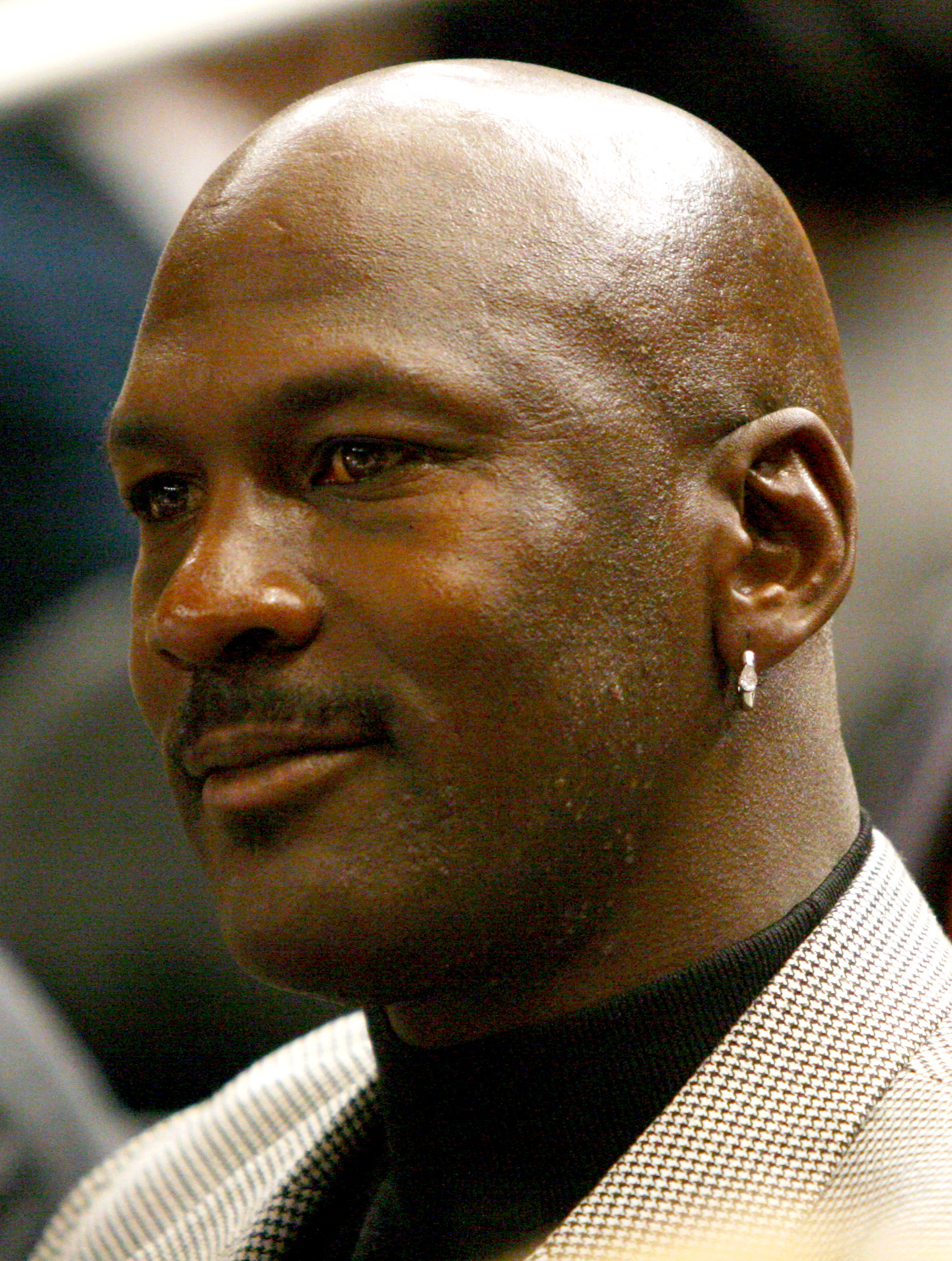
Michael Jordan

Jordan és el quart d'una família de cinc fills. Té dos germans més grans, Larry i James, i dues germanes, una més gran (Delores) i una altra més petita (Roslyn). El setembre del 1989 es casà amb Juanita Jordan, amb qui va tenir dos fills, Jeffrey Michael i Marcus James, i una filla, Jasmine. El 4 de gener del 2002 Michael i Juanita anunciaren el seu divorci a causa de diferències irreconciliables, tot i que posteriorment es reconciliaren. Finalment, el 29 de desembre del 2006 presentaren el seu divorci de manera "mútua i cordial".
El 21 de juliol de 2006, un jutjat de Cook County, Illinois, determinà que Jordan no havia de pagar a Karla Knafel, una antiga amant, 5 milions de dòlars. Knafel demandà que aquesta era la quantitat acordada amb Jordan per romandre callada i no presentar una prova de paternitat després que Knafel quedés embarassada el 1991; una prova d'ADN demostrà que Jordan no era el pare del nen. L'advocat de Knafel, Michael Hannafan, va dir que el seu client apel·laria fins a l'última instància.
Jordan actualment resideix a Highland Park, Illinois, i els seus dos fills assisteixen al Loyola Academy, un institut privat catòlic de Wilmette, Illinois, on a més comencen a despuntar jugant a bàsquet.
Jordan és, a més a més, membre de la fraternitat Omega Psi Phi.

## Figura mediàtica i negocis
Els esportistes professionals han estat sempre associats a patrocinis i promocions comercials. La vida esportiva de Jordan ha estat sempre lligada paral·lelament als seus contractes multimilionaris amb marques comercials com Nike i McDonald's. En la indústria del col·leccionisme, els cromos o targetes de Michael Jordan són peces d'autèntica devoció.
Jordan és una de les figures més comercialitzades de la història de l'esport. Ha estat la imatge principal de marques com Nike, Coca-Cola, Chevrolet, Gatorade, Hanes, McDonald's, Ball Park Franks, Rayovac i MCI. Primer de tot, el 1988, va aparèixer a les capses de cereals Wheaties i va ser el seu portaveu durant uns quants anys. També ha aparegut en diverses campanyes de patrocini de la línia de roba Hanes, com la realitzada l'any 2001 titulada "Go Tagless", i la de 2005 "Look who we've got our Hanes on now". Jordan ha estat llargament relacionat amb Gatorade, i ha sortit en més de 20 anuncis de la beguda. Un dels seus anuncis més famosos és el de "Like Mike" en el que apareixia una cançó cantada per nens que desitjaven ser com Jordan. Durant molts anys ha estat la mascota real de Nestlé Crunch, apareixent en els seus productes i en campanyes publicitàries.
Nike, que ha destacat per contractar amb una llarga llista d'atletes famosos, va crear un tipus de sabatilles esportives per ell, les Air Jordan. Un dels anuncis més populars de Nike implicà a Spike Lee fent de Mars Blackmoon i intentant trobar la font de les habilitats de Jordan, per quedar finalment convençut que el motiu eren les sabatilles esportives. L'anunci va produir una forta demanda d'aquestes sabatilles, essent robades inclús a punta de pistola. Posteriorment, Nike va permetre a Jordan que pogués crear la seva línia de roba "Jordan Brand".
Nike va treure al mercat unes sabatilles esportives exclusivament per ell, que eren vermelles i negres; com a l'NBA estava prohibit portar sabatilles amb alguna cosa negra, el multaren amb 1.000 dòlars per partit. Tot i així, les va seguir portant.
Jordan també va estar en contacte amb els personatges animats de Looney Tunes. A la Super Bowl de 1991 es va fer públic un anunci en el qual apareixien Jordan i Bugs Bunny jugant un partit de bàsquet contra un grup de marcians. Aquest anunci de la Super Bowl inspirà el llançament de la pel·lícula de la Warner Bros, Space Jam (1996), protagonitzada per Jordan, Bugs Bunny i altres estrelles de dibuixos animats de la Warner. És una història fictícia que es va filmar durant la seva primera retirada del bàsquet. Tots dos han aparegut posteriorment en altres anuncis de MCI. A la pel·lícula, plena d'efectes espacials, apareixien altres jugadors en actiu de l'NBA com Charles Barkley i exjugadors com Larry Bird. La pel·lícula recollí més de 100 milions de dòlars.

## Premis, rècords i mèrits
Premis
- 14 vegades All-Star

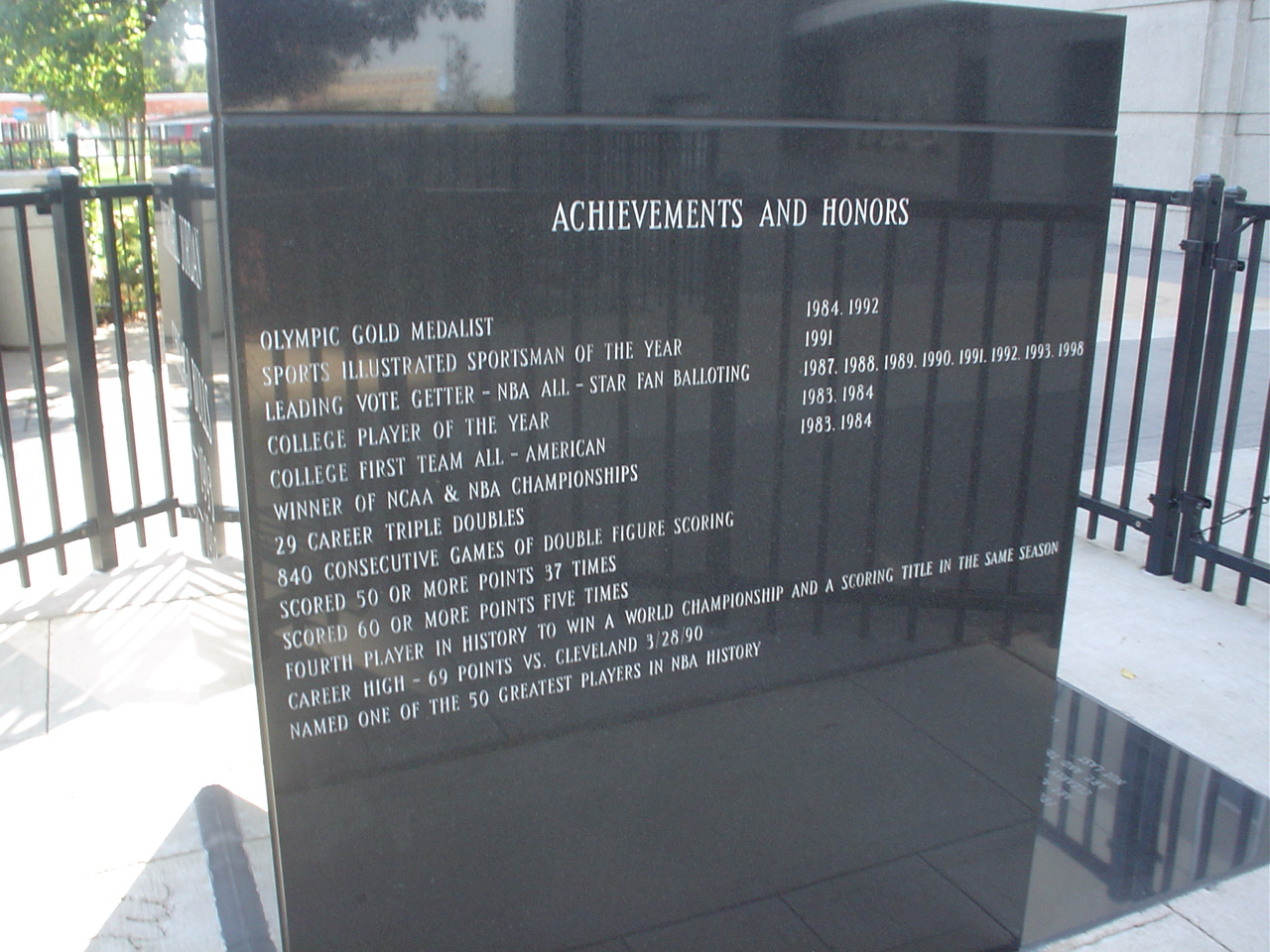
Placa cronològica de les proeses de Jordan a la seva carrera.

- 5 vegades MVP de la Temporada (1988, 1991, 1992, 1996, 1998)
- 2 ors olímpics (1984, 1992)
- Millor Defensor de l'Any (1988)
- Rookie de l'any (1985)
- 11 vegades en el Millor Quintet de l'NBA (10 en el 1r, 1 en el 2n)
- 2 Concursos d'esmaixades (1987, 1988)
- Nomenat millor jugador de la història de l'NBA
- Naismith College Player of the Year (1984)
- John R. Wooden Award (1984)
- Adolph Rupp Trophy (1984)
- ACC Men's Basketball Player of the Year (1983–84)
- Esportista de l'any (Sports Illustrated, 1991)
- Premi Marca Leyenda (Diari Marca, 1997)[75]

Rècords
- Jugador amb més títols de màxim anotador (10)
- Major mitjana anotadora en una carrera de la història (30.1)
- Major mitjana anotadora en una carrera de la història en els playoffs (33.4)
- Més partits consecutius anotant en dobles figures (842)
- Major mitjana anotadora en unes finals (40.1 en 1993)
- Més MVP de les Finals (6)

Mèrits
- Anotà 40 o més punts en 211 partits (173 temporada regular, 38 playoffs)
- Anotà 50 o més punts en 39 partits (31 temporada regular, 8 playoffs)
- Aconseguí 30 triples-dobles (28 temporada regular, 2 playoffs)
- Aconseguí el primer triple-doble en un All-Star Game (14-11-11 en 1997)
- Tercer màxim encistellador en Lliga Regular, amb 32.292 punts
- Junt amb Wilt Chamberlain, màxim encistellador de mitjana a la Lliga Regular, amb 30,1 punts per partit
- Màxim encistellador als play offs tant en punts totals, amb 5.987 punts, i de mitjana, amb 33,4 punts per partit

### Temporada regular
| Any      | Equip              | PJ   | PT   | MPP  | %TC  | %3P  | %TL  | RPP | APP | ROB | TPP | PPP  |
| -------- | ------------------ | ---- | ---- | ---- | ---- | ---- | ---- | --- | --- | --- | --- | ---- |
| 1984–85  | Chicago Bulls      | 82   | 82   | 38,3 | 51,5 | 17,3 | 84,5 | 6,5 | 5,9 | 2,4 | 0,8 | 28,2 |
| 1985–86  | Chicago Bulls      | 18   | 7    | 25,1 | 45,7 | 16,7 | 84.0 | 3,6 | 2,9 | 2,1 | 1,2 | 22,7 |
| 1986–87  | Chicago Bulls      | 82   | 82   | 40,0 | 48,2 | 18,2 | 85,7 | 5,2 | 4,6 | 2,9 | 1,5 | 37,1 |
| 1987–88  | Chicago Bulls      | 82   | 82   | 40,4 | 53,5 | 13,2 | 84,1 | 5,5 | 5,9 | 3,2 | 1,6 | 35,0 |
| 1988–89  | Chicago Bulls      | 81   | 81   | 40,2 | 53,8 | 27,6 | 85,0 | 8,0 | 8,0 | 2,9 | 0,8 | 32,5 |
| 1989–90  | Chicago Bulls      | 82   | 82   | 39,0 | 52,6 | 37,6 | 84,8 | 6,9 | 6,3 | 2,8 | 0,7 | 33,6 |
| 1990–91  | Chicago Bulls      | 82   | 82   | 37,0 | 53,9 | 31,2 | 85,1 | 6,0 | 5,5 | 2,7 | 1,0 | 31,5 |
| 1991–92  | Chicago Bulls      | 80   | 80   | 38,8 | 51,9 | 27,0 | 83,2 | 6,4 | 6,1 | 2,3 | 0,9 | 30,1 |
| 1992–93  | Chicago Bulls      | 78   | 78   | 39,3 | 49,5 | 35,2 | 83,7 | 6,7 | 5,5 | 2,8 | 0,8 | 32,6 |
| 1994–95  | Chicago Bulls      | 17   | 17   | 39,3 | 41,1 | 50,0 | 80,1 | 6,9 | 5,3 | 1,8 | 0,8 | 26,9 |
| 1995–96  | Chicago Bulls      | 82   | 82   | 37,7 | 49,5 | 42,7 | 83,4 | 6,6 | 4,3 | 2,2 | 0,5 | 30,4 |
| 1996–97  | Chicago Bulls      | 82   | 82   | 37,9 | 48,6 | 37,4 | 83,3 | 5,9 | 4,3 | 1,7 | 0,5 | 29,6 |
| 1997–98  | Chicago Bulls      | 82   | 82   | 38,8 | 46,5 | 23,8 | 78,4 | 5,8 | 3,5 | 1,7 | 0,6 | 28,7 |
| 2001–02  | Washington Wizards | 60   | 53   | 34,9 | 41,6 | 18,9 | 79,0 | 5,7 | 5,2 | 1,4 | 0,4 | 22,9 |
| 2002–03  | Washington Wizards | 82   | 67   | 37,0 | 44,5 | 29,1 | 82,1 | 6,1 | 3,8 | 1,5 | 0,5 | 20,0 |
| Total    | Total              | 1072 | 1039 | 38,3 | 49,7 | 32,7 | 83,5 | 6,2 | 5,3 | 2,4 | 0,8 | 30,1 |
| All-Star | All-Star           | 13   | 13   | 29,4 | 47,2 | 27,3 | 75,0 | 4,7 | 4,2 | 2,8 | 0,5 | 20,2 |

#### Playoffs
| Any     | Equip         | PJ  | PT  | MPP  | %TC  | %3P   | %TL  | RPP | APP | ROB | TPP | PPP  |
| ------- | ------------- | --- | --- | ---- | ---- | ----- | ---- | --- | --- | --- | --- | ---- |
| 1984–85 | Chicago Bulls | 4   | 4   | 42,8 | 43,6 | 12,5  | 82,8 | 5,8 | 8,5 | 2,8 | 1,0 | 29,3 |
| 1985–86 | Chicago Bulls | 3   | 3   | 45,0 | 50,5 | 100,0 | 87,2 | 6,3 | 5,7 | 2,3 | 1,3 | 43,7 |
| 1986–87 | Chicago Bulls | 3   | 3   | 42,7 | 41,7 | 40,0  | 89,7 | 7,0 | 6,0 | 2,0 | 2,3 | 35,7 |
| 1987–88 | Chicago Bulls | 10  | 10  | 42,7 | 53,1 | 33,3  | 86,9 | 7,1 | 4,7 | 2,4 | 1,1 | 36,3 |
| 1988–89 | Chicago Bulls | 17  | 17  | 42,2 | 51,0 | 28,6  | 79,9 | 7,0 | 7,6 | 2,5 | 0,8 | 34,8 |
| 1989–90 | Chicago Bulls | 16  | 16  | 42,1 | 51,4 | 32,0  | 83,6 | 7,2 | 6,8 | 2,8 | 0,9 | 36,7 |
| 1990-91 | Chicago Bulls | 17  | 17  | 40,5 | 52,4 | 38,5  | 84,5 | 6,4 | 8,4 | 2,4 | 1,4 | 31,1 |
| 1991–92 | Chicago Bulls | 22  | 22  | 41,8 | 49,9 | 38,6  | 85,7 | 6,2 | 5,8 | 2,0 | 0,7 | 34,5 |
| 1992–93 | Chicago Bulls | 19  | 19  | 41,2 | 47,5 | 38,9  | 80,5 | 6,7 | 6,0 | 2,0 | 0,9 | 35,1 |
| 1994–95 | Chicago Bulls | 10  | 10  | 42,0 | 48,4 | 36,7  | 81,0 | 6,5 | 4,5 | 2,3 | 1,4 | 31,5 |
| 1995–96 | Chicago Bulls | 18  | 18  | 40,7 | 45,9 | 40,3  | 81,8 | 4,9 | 4,1 | 1,8 | 0,3 | 30,7 |
| 1996–97 | Chicago Bulls | 19  | 19  | 42,3 | 45,6 | 19,4  | 83,1 | 7,9 | 4,8 | 1,6 | 0,9 | 31,1 |
| 1997–98 | Chicago Bulls | 21  | 21  | 41,5 | 46,2 | 30,2  | 81,2 | 5,1 | 3,5 | 1,5 | 0,6 | 32,4 |
| Total   | Total         | 179 | 179 | 41,8 | 48,7 | 33,2  | 82,8 | 6,4 | 5,7 | 2,1 | 0,9 | 33,4 |

### Honors
- Medalla Presidencial de la Llibertat[76]